# Juan Bautista Gaona
Juan Bautista Gaona Figueredo (Asunción, Paraguay; 30 de junio de 1845-18 de mayo de 1932) fue un político paraguayo que fue presidente provisional del Paraguay entre 1904 y 1905, asumiendo según lo acordado por el Pacto de Pilcomayo en reemplazo al depuesto presidente Juan Antonio Escurra.

## Biografía
Nació en Asunción, el 30 de junio de 1845. Fue hijo de Juan Pablo Gaona y Pastora Figueredo, sus hermanos fueron: Nicasio, Genaro, Isidro, Lázaro, Tránsito y Asunción Gaona Figueredo y era medio hermano de Avelino, Carmen y Benigna Gaona. 
Estuvo casado con la argentina Regina Corti Onetto y fue padre de Regina, Juan Bautista, María Elena, Manuela, Marta Ernestina, César, María Ester, Enrique, Sara, Óscar, María Cristina y Roberto Gaona.

## Trayectoria política
Asumió la presidencia luego de la revolución de 1904, donde el Congreso lo designa con carácter provisional y de acuerdo a lo establecido en el Pacto del Pilcomayo, hasta la finalización del mandato, el 25 de noviembre de 1906. Una de sus primeras medidas de gobierno fue dictar una ley de amnistía política para pacificar el país luego de la revolución, se creó el Estado General del Ejército, se unificó el Partido Liberal, se creó un curso militar para formar oficiales, se autorizó la construcción del ferrocarril de Puerto Pinasco, entre otras obras.
Su gabinete ministerial lo integraron Francisco Campos, en Interior; Emiliano González Navero y Manuel Barrios, en Hacienda; Benigno Ferreira, en Guerra y Marina;  José Emilio Pérez,  Cayetano Carreras y Gaspar Villamayor, en Justicia, Culto e Instrucción Pública y Cecilio Báez y Gualberto Cardús Huerta, en Relaciones Exteriores.
Fue vicepresidente durante el gobierno de Manuel Gondra, desde el 25 de noviembre de 1910 al 18 de enero de 1911, donde el gobierno es derrocado por un golpe de Estado dirigido por el coronel Albino Jara. Falleció en Asunción, el 18 de mayo de 1932, a los 87 años de edad.